# パトラと鉄十字
『パトラと鉄十字』（パトラとてつじゅうじ）は、真鍋譲治による日本の漫画作品。『月刊キスカ』（竹書房）にて、2019年6月号から休刊号となる2022年2月号まで連載された。最終話は単行本第5巻に掲載された。2021年5月には「竹書房×インクルーズが贈るLINE着せかえシリーズ第11弾」として、本作のLINE着せかえが発売されている。

## あらすじ
紀元前30年前に永遠の眠りについたはずの女王・クレオパトラが、第二次世界大戦の戦場に現れる。イタリア軍中尉のアントニオとともに、2千年の時を経てエジプトの奪還に挑む。

## 登場人物
クレオパトラ
エジプトの女王。死の直後にアヌビスの力で永遠の命を得て冥界で過ごしていたがエジプト復興のために二千年ぶりに現世に現れる。美貌と自由奔放な態度で男たちを惑わせる。
アヌビス
冥界の神。俊足の持ち主。エジプトで古来の神々への信仰が薄まった結果、神通力が弱まって子犬のような姿になってしまった。
ホルス
天空と太陽の神。登場当初から、本人曰く「羽毛の生え変わりの季節」とのことで雛鳥がそのまま大きくなったような姿をしている。
アムス
アヌビスの妹。兄と異なり子犬化していない。
アルシノエ
クレオパトラの妹。権力を握るために自分を含めた弟妹を殺し、性的に奔放だった姉を憎んでおり、モンティジョーク率いるイギリス軍に協力している。
オシリス
冥界の神。全身に包帯を巻いている。アルシノエに協力している。

### イタリア
マーカス・アントニオ
イタリア軍中尉。パレルモの出身。偶然であったクレオパトラを保護して行動をともにするが、クレオパトラたちに振り回される。

### ドイツ
エーリック・フォン・カイゼル
ドイツアフリカ軍団の将軍。禿げを帽子で隠していたが、クレオパトラから「神君ユリウス・カエサルの黄金の月桂樹冠」を戴冠される。

### イギリス
モンティジョーク
イギリス中東派遣軍司令官。名前の元ネタは第2次大戦当時の英国将軍でエル・アラメインで独陸軍を撃退したバーナード・モントゴメリーおよび彼の名前をもじった有名な英BBC放送のコメディ番組「モンティパイソン」からと思われる。

### 過去の登場人物
ガイウス・ユリウス・カエサル・オクタビアヌス
ユリウス・カエサルの養子で、ローマの最高指導者。クレオパトラをローマに護送して見世物にしようとするが、クレオパトラは彼の眼前で自分をコブラに噛ませて自殺する。
アントニオ
クレオパトラの回想にて登場。ユリウス・カエサルの元部下。オクタビアヌスの妹（史実では姉）オクタビアと結婚しているにもかかわらず、クレオパトラのほうを気に入っている。
容姿は上記のイタリア軍中尉のマーカス・アントニオに似ているが、左頬に刀傷があり、肌の色が薄い。

## 史実との相違点
- 史実のクレオパトラは4人の子供（カエサルとの間にカエサリオン（プトレマイオス15世）、アントニオ（アントニウス）との間にアレクサンドロス・ヘリオス（英語版）、クレオパトラ・セレネ、プトレマイオス・フィラデルフォス（英語版）の3人）を産んでいるが、本作中ではクレオパトラの子供については一切触れられていない。
- ドイツ軍、イギリス軍ともに陸上戦艦を実用化、正式採用して配備している。

## 書誌情報
- 真鍋譲治 『パトラと鉄十字』 竹書房〈バンブーコミックス〉、全5巻
  1. 2019年12月13日発売[5][6]、ISBN 978-4-8019-6786-1
  2. 2020年6月12日発売[7]、ISBN 978-4-8019-6986-5
  3. 2020年12月11日発売[8][9]、ISBN 978-4-8019-7143-1
  4. 2021年6月10日発売[10][11]、ISBN 978-4-8019-7339-8
  5. 2023年4月6日発売[3]、ISBN 978-4-8019-8028-0